# Ladislav Dvořák (básník)
Ladislav Dvořák (1. prosince 1920, Krásněves u Velkého Meziříčí – 22. června 1983, Rokycany) byl český básník a spisovatel, autor literatury pro děti.

## Život
Narodil se v početné rodině kováře, maturoval 1943 ve Velkém Meziříčí a pak byl totálně nasazen v Avii Letňany; v květnu 1945 se účastnil pražského povstání ve skupině vedené generálem Kutlvašrem. Poté studoval na Filozofické fakultě UK bohemistiku, filosofii a srovnávací literaturu. Roku 1948 byl ze studia vyloučen (podle jiných zdrojů odešel sám na protest proti čistkám) a s krátkými přestávkami pracoval jako dělník (ČKD Dukla Karlín, Rudý Letov Letňany). Od roku 1966 pracoval v propagaci Orbisu, v letech 1968–1969 byl redaktorem v nakladatelství Horizont. V letech 1970–1977 pracoval ve Slovanské knihovně v Praze, v této době také mj. uveřejnil svým rozsahem ojedinělou knihu o znamenitém českém slavistovi Josefu Perwolfovi, ale po podpisu Charty 77 byl opět propuštěn a pracoval jako dělník.

## Dílo
Publikoval v různých časopisech, jeho první sbírka nesměla roku 1948 vyjít, vyšla roku 1952 jako bibliofilie pod názvem Kterési noci. Básně pro děti publikoval ve Sluníčku a Mateřídoušce a byl i členem redakční rady obou těchto časopisů. Vydal i několik knih pro děti (Barunčina babička, 1958; Z modré konvičky prší na Žofín, 1962; Kam chodí slunce spat, 1963; Jak si hrají tátové, 1964; Pohádky maminky Mateřídoušky, 1973; Podzimek jde do školy, 1974). Literatuře pro děti se věnoval i odborně, takto zaměřené stati publikoval v časopise Zlatý Máj; od konce 50. let mu byla umožněna i „dospělá“ publikační činnost a vydal básnické sbírky Kainův útěk (1958), Vynášení smrti (1965), Obrys bolesti (1966), Srdeň (1969) a prózy Ledňáček neodlétá (1962), Nelidský kůň (1966). V 70. letech publikoval pod jmény přátel Miloslava Žiliny a Jana Zábrany, oficiálně směl vydat několik leporel pro děti; další knihy vyšly v samizdatu, především jeho klíčová próza Šavle meče (1979), jež vyšla ve Vaculíkově edici Petlice, a sbírka povídek Jak skákat panáka (1975), vydaná edicí Kvart. Přispíval do mnoha samizdatových sborníků a podílel se na rozhlasových pořadech pro děti.